# The Travelers Companies
The Travelers Companies — одна из крупнейших страховых компаний США, входит в состав биржевого индекса Dow Jones Industrial Average. Современное название взяла себе в 2007 году, её основные предшественники ведут свою историю с середины XIX века. Свою деятельность компания осуществляет преимущественно в США.

## История

### The St. Paul
Старейшая компания из образовавших The Travelers Companies была основана 5 мая 1853 года в Сент-Поле (Миннесота) под названием St. Paul Mutual Insurance Company («Взаимная страховая компания Сент-Пола»), в 1865 году стала акционерной компанией и была переименована в St. Paul Fire and Marine Insurance Company («Компания Сент-Пола по страхованию от пожаров и кораблекрушений»). Репутация компании сильно возросла, когда она, в отличие от многих конкурентов, смогла выплатить в полном объёме страховки после пожара в Чикаго в 1871 году и землетрясения в Сан-Франциско в 1906 году. Во время и после Первой мировой войны компания начала расширять свою деятельность в Европу, в первую очередь в Великобританию. В 1957 году The St. Paul вышла на рынок страхования жизни, купив компанию Western Life Insurance Company из города Хелена (Монтана). В 1968 году название компании было упрощено до The St. Paul Companies, Inc., поскольку сфера деятельности компании сильно расширилась. В 1973 году была куплена компания John Nuveen & Co., которая занималась операциями с ценными бумагами. Покупка в 1988 году лондонской компании Minet Holdings PLC вывела The St. Paul на седьмое место в мире среди страховых компаний. 1992 год стал худшим на тот момент в истории компании, несколько крупных ураганов привели к страховым выплатам в размере $445 млн, ещё $365 млн убытков было списано европейским подразделением на основе Minet Group, поэтому в следующем году была проведена масштабная реструктуризация, в частности сокращено количество подразделений с двух десятков до трёх: St. Paul Specialty (медицинское страхование), St. Paul Personal & Business (страхование частных лиц и малого бизнеса), St. Paul Commercial (страховые услуги компаниям). Новые трудности в 1996 году привели к продаже Minet Group чикагской компании Aon. В 1998 году была куплена страховая компания USF&G Corporation, сумма сделки составила $3,9 млрд. Страховые выплаты в результате терактов 11 сентября 2001 года составили $941 млн, чистый убыток за год превысил миллиард долларов; в середине октября 2001 года компанию возглавил Джей Фишман. Под его руководством компания существенно сократила зарубежные операции, ограничившись Великобританией, Канадой и Мексикой, а также начала выходить с рынка медицинского страхования.

### Travelers
Компания под названием Travelers («Путешественники») была основана в городе Хартфорд (Коннектикут) в 1864 году и первоначально занималась страхованием пассажиров железнодорожного транспорта. К началу 1990-х сфера деятельности этой компании в основном заключалась в страховании недвижимости и от несчастных случаев; в 1993 году она была поглощена компанией Primerica, при этом объединённая компания получила название The Travelers Group. После объединения в 1998 году с Citicorp образовалась компания Citigroup (крупнейшая компания финансовых услуг в мире). Однако в 2002 году подразделение страховых услуг Citigroup было выделено в самостоятельную компанию, которая в 2004 году объединилась со страховой компанией The St. Paul под названием St. Paul Travelers, а через три года название компании было изменено на The Travelers Companies, тогда же компания выкупила у Citigroup права на свой логотип — красный зонт, который Travelers использовала с 1870 года.

### The Travelers Companies
Сумма сделки по объединению The St. Paul и Travelers Property Casualty Corp. составила $17,9 млрд, образовавшаяся компания St. Paul Travelers вышла на второе место среди компаний страхования недвижимости и от несчастных случаев в США, уступая только American International Group. Объединённая компания начала с сокращения числа сотрудников на 10 % (от 30 тысяч). 2005 год ознаменовался ураганом Катрина, сумма выплат по его результатам составила полтора миллиарда долларов, для перекрытия таких убытков за $2,4 млрд была продана доля в компании Nuveen.
В 2008 году была продана компания Unionamerica Holdings Limited, которая вела деятельность в Великобритании. В 2013 году за $1,1 млрд была куплена канадская страховая компания Dominion of Canada General Insurance Company, а в октябре 2015 года до 95 % увеличена доля в бразильской страховой компании J. Malucelli Participações em Seguros Brasil S.A (с 2010 года доля была 43,4 %, с 2012 года — 49,5 %).

## Собственники и руководство
Акции компании котируются на Нью-Йоркской фондовой бирже, рыночная капитализация The Travelers Companies по состоянию на апрель 2025 года составляла 58 млрд долларов. Акции в основном принадлежат институциональным инвесторам, по состоянию на 2025 год крупнейшими из них были Vanguard Fiduciary Trust Co. (9,54 %), State Street Corporation (6,95 %), BlackRock Fund Advisors (6,67 %), Fidelity Management & Research Co. LLC (6,29 %), JPMorgan Investment Management Inc. (3,27 %).
Джей Фишман (Jay Steven Fishman) — с декабря 2015 года до своей смерти 18 августа 2016 года занимал пост исполнительного председателя правления, с 2004 по 2015 год был главным исполнительным директором (CEO), с 2005 по 2015 год был председателем правления. Родился 4 ноября 1954 года в Нью-Йорке, потомок иммигрантов из Восточной Европы. Окончил университет Пенсильвании. Работал в компании Primerica до её слияния с Travelers, после объединения стал главным исполнительным директором The Travelers Group. В 2001 году перешёл в The St. Paul Companies на пост главного исполнительного директора, сохранил этот пост после объединения с Travelers и был основным инициатором этого объединения. В 2010—2016 годах был членом совета директоров ExxonMobil, в 2012—2015 годах также был членом совета директоров Carlyle Group Management.
Ален Шнитцер (Alan Schnitzer) — главный исполнительный директор с декабря 2015 года, председатель совета директоров с августа 2017 года. В компании с апреля 2007 года, с 1991 по 2007 год был партнёром в юридической фирме Simpson Thacher & Bartlett LLP.

## Деятельность
Основные подразделения компании:
- страхование имущества и от несчастных случаев
  - коммерческое и международное страхование (Business and International Insurance) — предоставляет страховые услуги компаниям США, а также на международной арене: в Канаде, Великобритании и Ирландии, а также в Бразилии через совместные предприятия с двумя бразильскими компаниями (J. Malucelli Participações em Seguros e Resseguros S.A. и J. Malucelli Latam S.A.); на этот сегмент в 2024 году пришлось $22,1 млрд страховых премий компании, из них $2 млрд — на международные операции;
  - личное страхование (Personal Insurance) — включает автострахование и страхование домохозяйств и личной ответственности; страховые премии подразделения в 2024 году составили $17,2 млрд; это подразделение работает в США и Канаде;
  - особое страхование (Bond & Specialty Insurance) — страхует компании от мошенничества сотрудников, в том числе менеджмента (так называемые surety and fidelity bonds, полисы лояльности); на этот сегмент в 2024 году пришлось $4,1 млрд страховых премий;
- услуги по страховым требованиям (Claims Services) — предоставляет услуги, связанные с рассмотрением и подготовкой к оплате страховых требований (принятие страховых требований, расследование страховых случаев, оценка убытков и подготовка рекомендаций для страховщика в отношении величины страхового возмещения); в этом подразделении работает около 12 тысяч сотрудников.

Выручка компании в 2024 году составила $46,4 млрд, из них $41,9 млрд дали страховые премии, $2,2 млрд — прибыль от инвестированного капитала ($94,2 млрд активов компании инвестированы в облигации казначейства США, муниципальные и корпоративные облигации). Сумма страховых выплат составила 19,1 млрд.
Основной регион деятельности компании — США, на него приходится 94,9 % страховых премий, ещё 2,8 % приходится на Канаду, на остальные страны — 2,3 %. Из штатов наиболее значимыми для компании являются Калифорния (10,5 %), Техас (9 %), Нью-Йорк (8,2 %), Пенсильвания (4,1 %), Флорида (4,1 %), Иллинойс (3,7 %), Нью-Джерси (3,6 %), Джорджия (3,6 %) и Массачусетс (3,1 %). Штаб-квартира компании находится в Нью-Йорке, в США имеется 234 отделения, также есть отделения в Канаде, Бразилии, Великобритании, Ирландии, Индии и Китае.
В списке крупнейших публичных компаний мира Forbes Global 2000 за 2024 год The Travelers Companies заняла 215-е место. В списке крупнейших компаний США Fortune 500 заняла 105-е место.
|                     | 2004…  | 2010  | 2011  | 2012  | 2013  | 2014  | 2015  | 2016  | 2017  | 2018  | 2019  | 2020  | 2021  | 2022  | 2023  | 2024  |
| ------------------- | ------ | ----- | ----- | ----- | ----- | ----- | ----- | ----- | ----- | ----- | ----- | ----- | ----- | ----- | ----- | ----- |
| Оборот              | 22,54… | 25,11 | 25,45 | 25,74 | 26,19 | 27,16 | 26,80 | 27,63 | 28,90 | 30,28 | 31,58 | 31,98 | 34,82 | 36,88 | 41,36 | 46,42 |
| Чистая прибыль      | 0,955… | 3,216 | 1,426 | 2,473 | 3,673 | 3,692 | 3,439 | 3,014 | 2,056 | 2,523 | 2,622 | 2,697 | 3,662 | 2,842 | 2,991 | 4,999 |
| Активы              | 111,2… | 105,2 | 104,6 | 104,9 | 103,8 | 103,1 | 100,2 | 100,2 | 103,5 | 104,2 | 110,1 | 116,8 | 120,5 | 115,7 | 126,0 | 133,2 |
| Собственный капитал | 21,2…  | 25,48 | 24,48 | 25,41 | 24,8  | 24,84 | 23,60 | 23,22 | 23,73 | 22,89 | 25,94 | 29,20 | 28,89 | 21,56 | 24,92 | 27,86 |

## Дочерние компании
- Travelers Reinsurance Pool (группа перестрахования Travelers)
- The Travelers Indemnity Company
- The Charter Oak Fire Insurance Company
- The Phoenix Insurance Company
- The Travelers Indemnity Company of Connecticut
- The Travelers Indemnity Company of America
- Travelers Property Casualty Company of America
- Travelers Commercial Casualty Company
- TravCo Insurance Company
- The Travelers Home and Marine Insurance Company
- Travelers Casualty and Surety Company
- Northland Insurance Company
- Northfield Insurance Company
- Northland Casualty Company
- American Equity Specialty Insurance Company
- The Standard Fire Insurance Company
- The Automobile Insurance Company of Hartford Connecticut
- Travelers Casualty Insurance Company of America
- Farmington Casualty Company
- Travelers Commercial Insurance Company
- Travelers Casualty Company of Connecticut
- Travelers Property Casualty Insurance Company
- Travelers Personal Security Insurance Company
- Travelers Personal Insurance Company
- Travelers Excess and Surplus Lines Company
- St. Paul Fire and Marine Insurance Company
- St. Paul Surplus Lines Insurance Company
- The Travelers Casualty Company
- St. Paul Protective Insurance Company
- Travelers Constitution State Insurance Company
- St. Paul Guardian Insurance Company
- St. Paul Mercury Insurance Company
- Fidelity and Guaranty Insurance Underwriters, Inc.
- Discover Property & Casualty Insurance Company
- Discover Specialty Insurance Company
- United States Fidelity and Guaranty Company
- Travelers C&S Co. of America
- First Floridian Auto and Home Ins. Co.
- The Premier Insurance Company of Massachusetts
- Travelers C&S Co. of Europe, Ltd.
- Travelers Insurance Company of Canada
- The Dominion of Canada General Insurance Company
- Travelers Insurance Company Limited[9].